# 大谷駅 (京畿道)

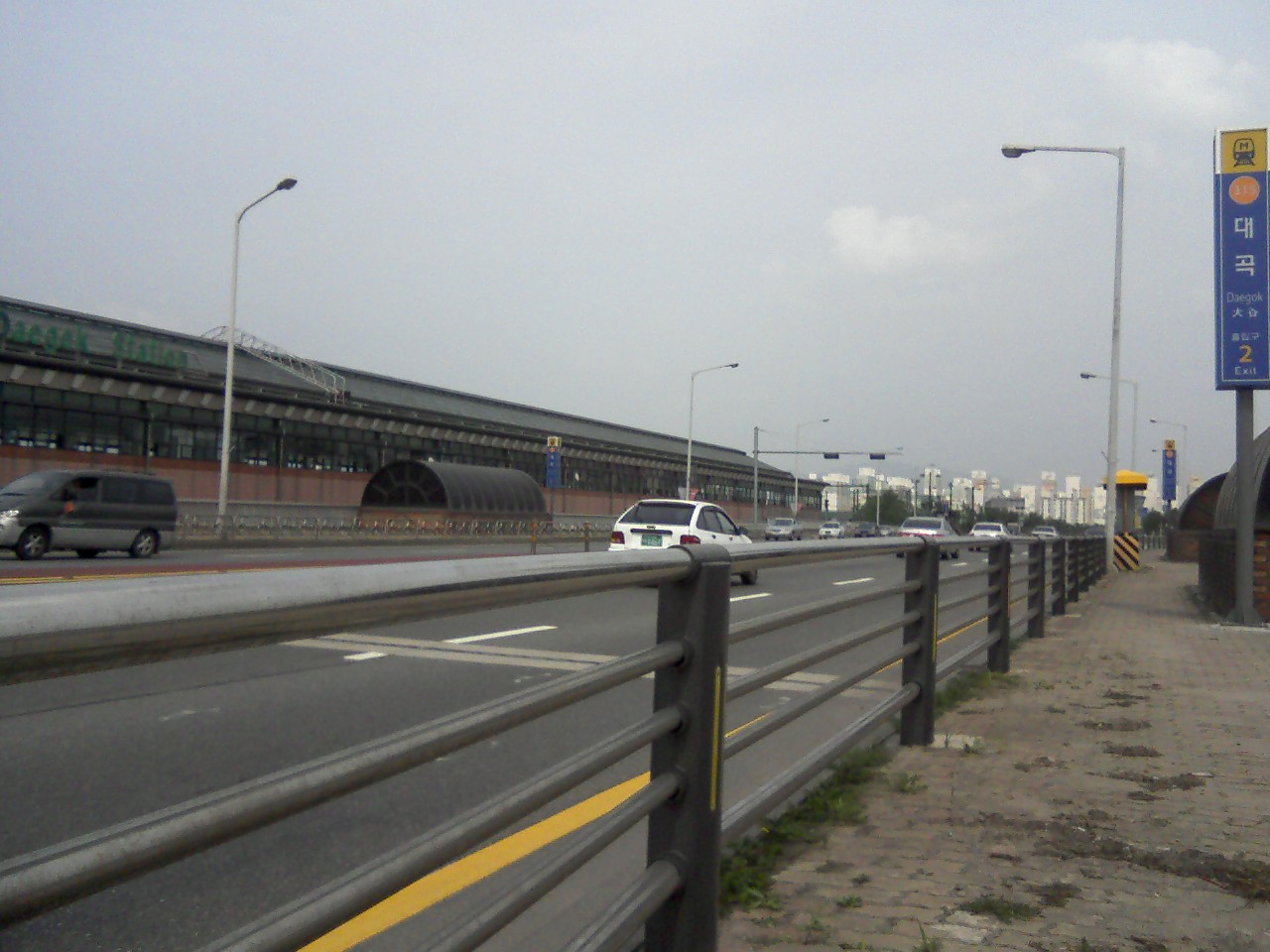
一山線の駅舎

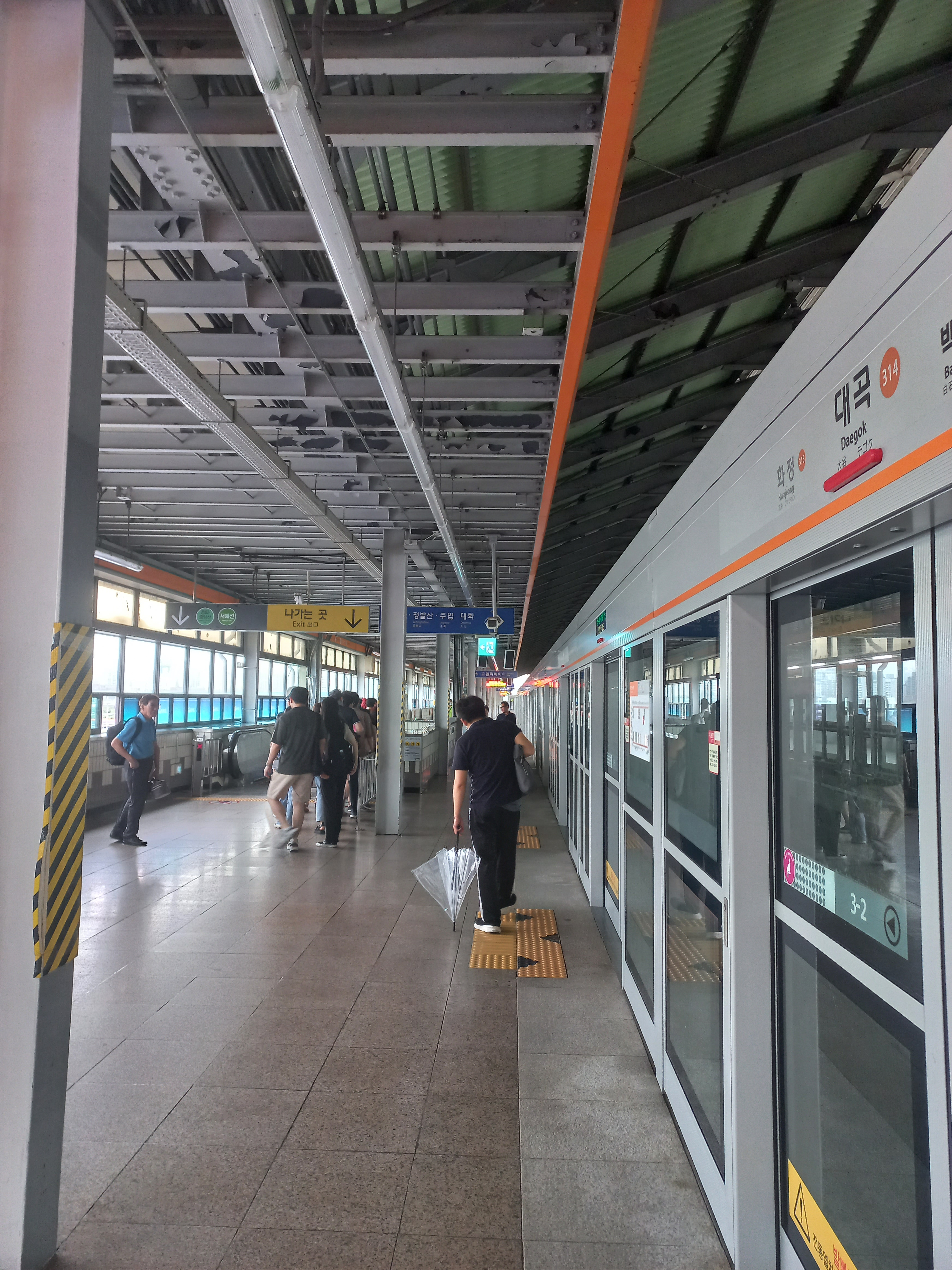
一山線ホーム

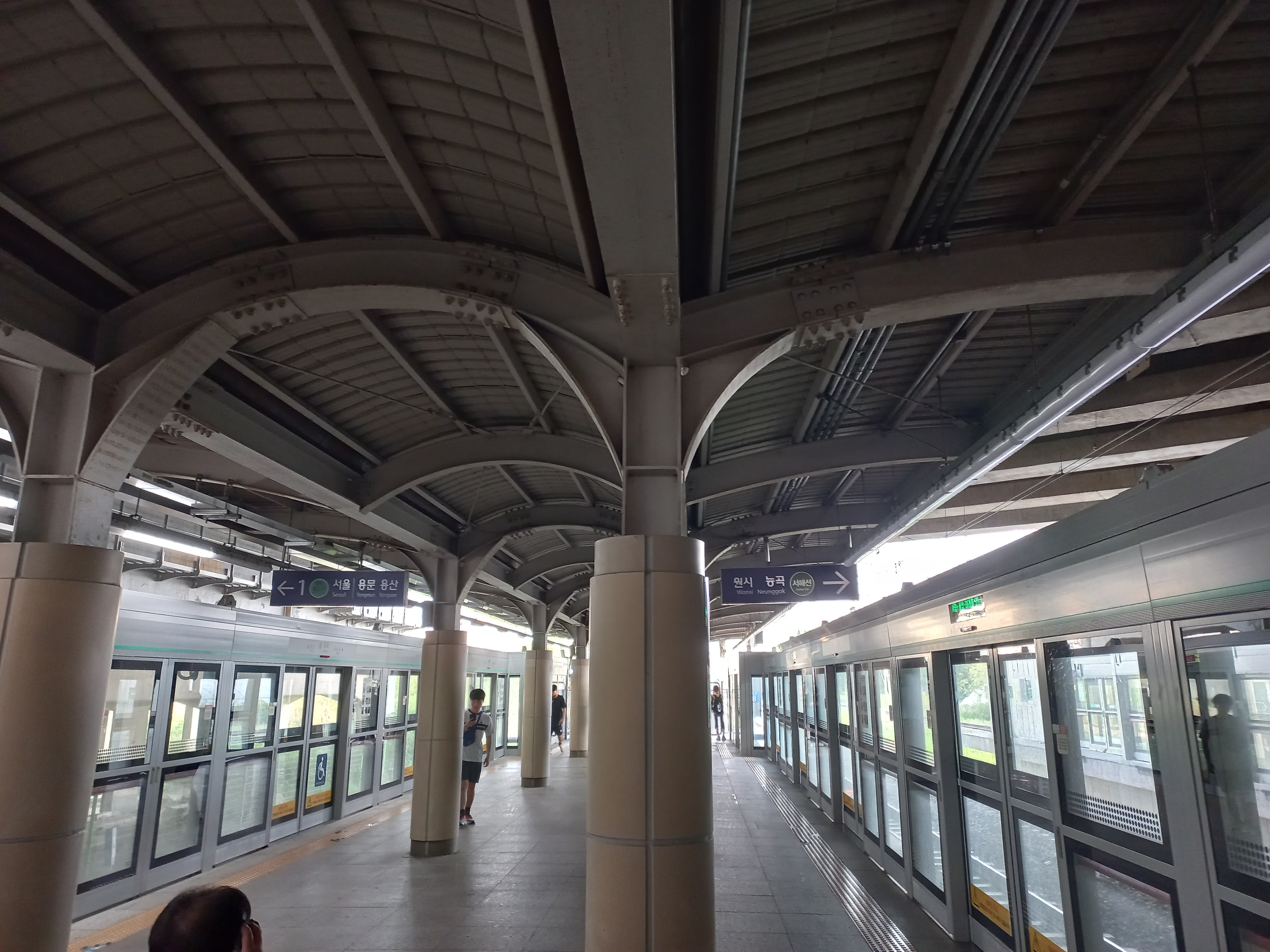
京義・中央, 西海 線ホーム

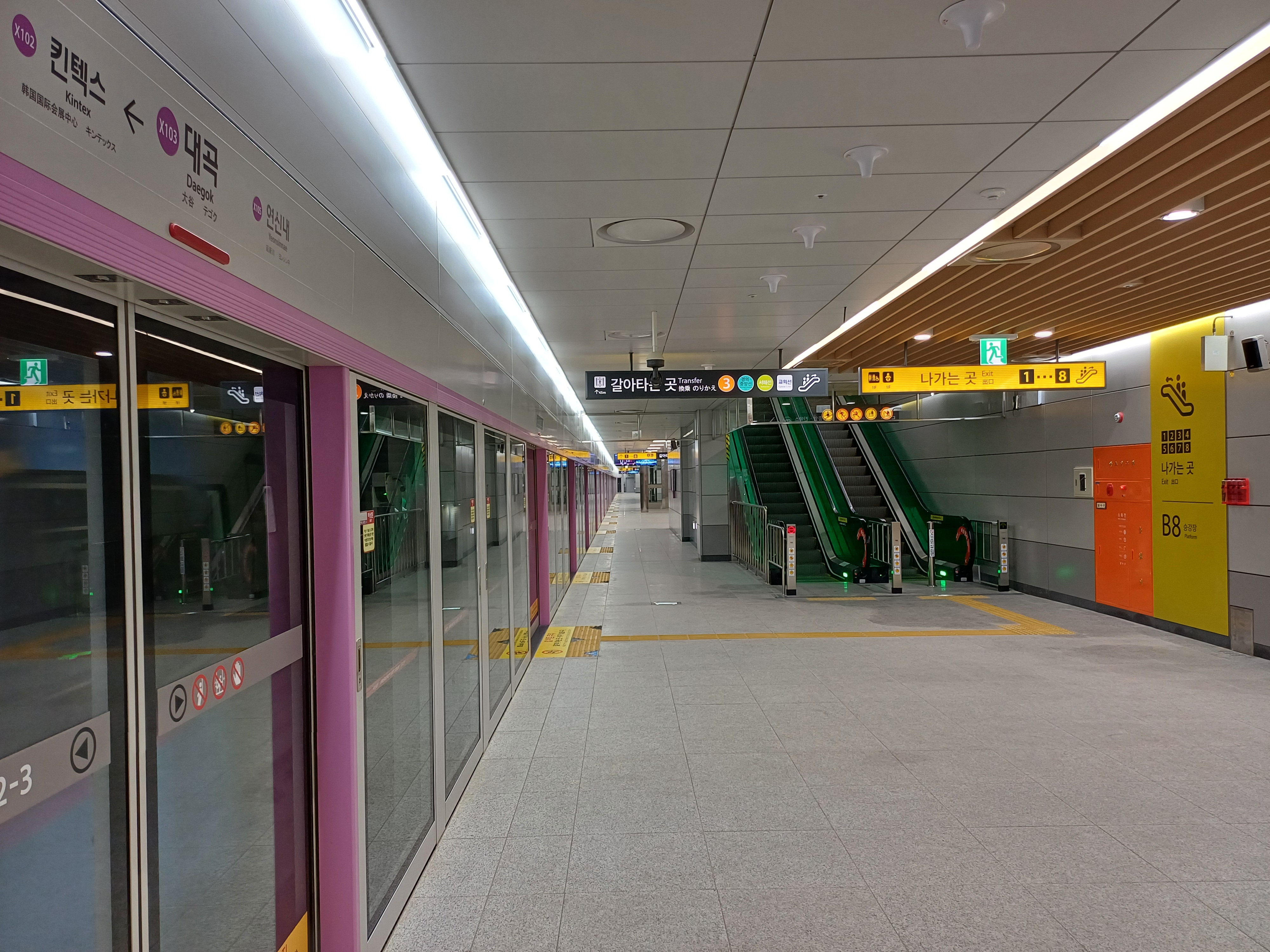
GTX-Aホーム

大谷駅（テゴクえき）は、大韓民国京畿道高陽市徳陽区大荘洞にある、韓国鉄道公社（KORAIL）の駅。

## 乗り入れ路線
乗り入れている路線は、正式な路線名称上は、京義線・郊外線・一山線・西海線・首都圏広域急行鉄道A路線の5路線である。京義線は、当駅には広域電鉄の京義・中央線電車のみが停車する。
首都圏電鉄には駅番号が導入されており、一山線は「314」、京義・中央線は「K322」、西海線は「S11」の駅番号が付与されている。

## 駅構造
京義・中央線は島式ホーム2面4線の地上駅で、一山線は相対式ホーム2面2線の高架駅である。郊外線のホームは、2008年3月に付近の路線移設に伴い一時撤去されたが、2025年1月の再開業に伴い復活した。
出入口は1番から5番までの計5ヶ所ある。

### のりば

#### 1階のりば（京義・中央線）
| 1 | ●京義・中央線 | デジタルメディアシティ・ソウル・龍山・龍門方面 |
| 2 | ●西海線       | 素砂・始興市庁・草芝・元時方面                 |
| 3 | ●西海線       | 一山方面                                       |
| 4 | ●京義・中央線 | 一山・金村・文山方面                           |

#### 3階のりば（3号線）
案内上ののりば番号は設定されていない。
| 上り | 3号線（一山線） | 馬頭・鼎鉢山・注葉・大化方面              |
| 下り | 3号線（一山線） | 旧把撥・鍾路3街・高速ターミナル・梧琴方面 |

## 利用状況
両路線の改札は共用となっているため、集計は一山線と京義・中央線の合計となっている。
近年の一日平均利用人員推移は下記のとおり。この数値には各線間の乗り換え客は含まれていない。
| 路線                   | 路線     | 2000年 | 2001年 | 2002年 | 2003年 | 2004年 | 2005年 | 2006年 | 2007年 | 2008年 | 2009年 | 出典  |
| ---------------------- | -------- | ------ | ------ | ------ | ------ | ------ | ------ | ------ | ------ | ------ | ------ | ----- |
| 一山線 · ●京義・中央線 | 乗車人員 | 681    | 954    | 1,058  | 1,092  | 833    | 881    | 883    | 872    | 882    | 914    | [ 1 ] |
| 一山線 · ●京義・中央線 | 降車人員 | 435    | 482    | 571    | 802    | 648    | 703    | 711    | 703    | 720    | 775    | [ 1 ] |
| 一山線 · ●京義・中央線 | 乗降人員 | 1,116  | 1,436  | 1,629  | 1,894  | 1,481  | 1,584  | 1,594  | 1,575  | 1,602  | 1,689  | [ 1 ] |
| 路線                   | 路線     | 2010年 | 2011年 | 2012年 | 2013年 | 2014年 | 2015年 | 2016年 | 2017年 | 2018年 | 2019年 | 出典  |
| 一山線 · ●京義・中央線 | 乗車人員 | 843    | 941    | 1,021  | 1,197  | 1,312  | 1,436  | 1,536  | 1,632  | 1,696  | 1,789  | [ 1 ] |
| 一山線 · ●京義・中央線 | 降車人員 | 647    | 722    | 782    | 919    | 1,004  | 1,102  | 1,169  | 1,237  | 1,303  | 1,387  | [ 1 ] |
| 一山線 · ●京義・中央線 | 乗降人員 | 1,490  | 1,663  | 1,803  | 2,116  | 2,316  | 2,538  | 2,705  | 2,869  | 2,999  | 3,176  | [ 1 ] |

## 駅周辺
- 一山新都市（朝鮮語版） - ソウル方面へのバス停留所
- ソウル外郭循環高速道路・一山インターチェンジ（朝鮮語版）
- 韓国水資源公社（朝鮮語版）高陽圏管理団
- 大谷初等学校

## 歴史
- 1996年1月30日 - 鉄道庁（当時）一山線の開通により、運転簡易駅として開業。
- 2004年4月1日 - 郊外線が旅客営業を中止。
- 2005年
  - 詳細日時不明 - グループ代表駅に指定。
  - 1月1日 - 韓国鉄道庁が公社化され、韓国鉄道公社となる。
  - 5月 - 一山線と郊外線との乗り換え通路を撤去。
- 2008年3月 - 郊外線大谷 - 大井間の線路移設に伴い、郊外線のホームを撤去。
- 2009年7月1日 - 京義電鉄線が開業、京義線ホームが2面4線化。
- 2012年12月4日 - 配置簡易駅に降格。
- 2013年
  - 3月4日 - 大谷発孔徳行き急行列車新設（平日のみ運行）。
  - 10月3日 - 大谷発孔徳行き急行列車を週末、祝日に拡大（往復7回）。
- 2014年
  - 12月27日 - 大谷発孔徳行き急行列車を廃止。ソウル駅発の系統のうち、昼間時間帯の半数が当駅止まりに変更。
- 2023年7月1日 - 西海線の大谷駅 - 素砂駅間延伸開業、西海線の駅として発足[2]。
- 2024年12月28日：首都圏広域急行鉄道A路線開業[3]。
- 2025年1月11日：郊外線の旅客営業再開[4]。

### 駅名の由来
当駅は「大荘洞」と「内谷洞」の境界に位置しており、駅名の決定についての議論で2つの行政区域の名称の文字1文字ずつ含む大谷駅に決定された。

## 隣の駅
韓国鉄道公社
 一山線
白石駅 (313) - 大谷駅 (314) - 花井駅 (315)
●京義・中央線 
B急行・A急行
幸信駅 (K320) - 大谷駅 (K322) - 白馬駅 (K324)
緩行
陵谷駅 (K321) - 大谷駅 (K322) - 谷山駅 (K323)
●西海線
谷山駅 (S10) - 大谷駅 (S11) - 陵谷駅 (S12)
郊外線
ムグンファ号
陵谷駅 - 大谷駅 - 大井駅
首都圏広域急行鉄道
A路線
キンテックス駅 (X102) - 大谷駅 (X103) - ヨンシンネ駅 (X105)